# Haysville (Kansas)
Pour les articles homonymes, voir Haysville.
Haysville est une municipalité américaine située dans le comté de Sedgwick au Kansas. Lors du recensement de 2010, sa population est de 10 826 habitants.

## Géographie
Haysville se trouve dans la banlieue sud de Wichita, la plus grande ville de l'État.
Selon le Bureau du recensement des États-Unis, la municipalité s'étend en 2010 sur une superficie de 4,62 milles carrés (11,97 km2), dont 0,01 mille carré (0,03 km2) d'étendues d'eau.

## Histoire
La ville est fondée en 1891 par W. W. Hays. Elle se développe après l'ouverture d'une gare ferroviaire en 1903, notamment en exportant des produits agricoles vers Kansas City et Chicago.
Haysville devient une municipalité en 1951. Elle est durement touchée par plusieurs tornades dans les années 1990 : une première détruit le nord de la ville en 1991 tandis qu'une seconde détruit le centre historique de Haysville en 1999.

## Démographie
La population de Haysville est estimée à 11 278 habitants au 1er juillet 2017.
| Groupe          | Haysville (2016) | Kansas (2017) | États-Unis (2017) |
| --------------- | ---------------- | ------------- | ----------------- |
| Blancs          | 92,7             | 86,5          | 76,6              |
| Métis           | 4,0              | 3,0           | 2,7               |
| Amérindiens     | 1,6              | 1,2           | 1,3               |
| Asiatiques      | 1,1              | 3,1           | 5,8               |
| Afro-Américains | 0,3              | 6,2           | 13,4              |
|                 |                  |               |                   |
| Hispaniques     | 3,4              | 11,9          | 18,1              |

Le revenu par habitant était en moyenne de 21 834 dollars par an entre 2012 et 2016, en-dessous de la moyenne du Kansas (28 478 dollars) et de la moyenne nationale (29 829 dollars). Sur cette même période, 8,3 % des habitants de Haysville vivaient sous le seuil de pauvreté (contre 12,1 % dans l'État et 12,7 % à l'échelle des États-Unis).